# Света Троица (Тройкърсти)
Вижте пояснителната страница за други значения на Света Троица.
„Света Троица“ или „Свети Дух“ (на македонска литературна норма: „Света Троица“) е православна възрожденска църква в прилепското село Тройкърсти, Северна Македония. Църквата е под управлението на Преспанско-Пелагонийската епархия на Македонската православна църква.

## Местоположение
Църквата е гробищен храм и е разположена в северозападната част на селото. 

## История
Издигната е в 1857 година, според Йован Трифуноски, и е завършена и осветена в 1858 година от митрополит Венедикт Византийски.

## Архитектура
В архитектурно отношение е еднокорабен полукръгло засводен храм с петостранна апсида на източната страна. На западната страна по-късно е дограден трем, който в по-ново време е превърнат в трапезария с кухня. При градежа е използван материал от местността Стара църква. В зидовете на църквата и притвора, както и във вътрешността, има много антични сполии от мрамор – стълбове, части от надгробни плочи, капители и други архитектурни елементи.
- Ктиторски надпис